# Доктор Октопус
Доктор Октопус (на английски: Doctor Octopus) (Д-р Ото Гюнтер Октавиус) е измислен злодей на Марвел Комикс.
Първата му поява е в The Amazing Spider-Man бр. 3 през юли 1963. Създаден е от художника Стив Дитко и писателя Стан Лий. Той е луд учен, който носи на гърба си роботизирани пипала и е един от враговете на Спайдър-Мен. Супергероят го нарича Док Ок.
В игралния филм „Спайдър-Мен 2“ от 2004 г. се играе от Алфред Молина. Молина си упражнява ролята, за да го озвучи във видеоиграта, базирана на игралния филм. IGN го провъзгласява за един от най-великите злодей на всички времена на 28-о място според историка Майк Конрой. Персонажът се е появявал в много филми, анимации и видеоигри, базирани на Спайдър-Мен.
- Първата му поява е в анимационния сериал „Спайдър-Мен“ през 1967 г., озвучаван от Върнън Чапман и Том Харви.
- В „Спайдър-Мен“ сериала от 1981 г. се озвучава от Стан Джоунс.
- Майкъл Бел го озвучава в анимацията от 1982 г. „Невероятният Хълк“, както и в „Спайдър-Мен и невероятните му приятели“.
- В „Спайдър-Мен: Анимационният сериал“ Октопус се озвучава от Ефрем Зимбалист младши. Там той говори с немски акцент. Зимбалист се завръща в ролята във видеоигратата „Спайдър-Мен“ през 2000 г., както и в продължението му през 2001 г. Спайдър-Мен срещу Електро.
- В Spider-Man: Friend or Foe се озвучава от Джо Аласки.
- Питър Макникъл го озвучава в анимационния сериал „Невероятният Спайдър-Мен“ през 2008 г.
- Женската версия през 2010 г. се появява във видеоиграта Spider-Man: Shattered Dimensions и се озвучава от Тара Стронг.
- Във „Върховният Спайдър-Мен“ се озвучава от Том Кени.